# علي عزت بيغوفيتش
علي عزت بيغوفيتش (18 محرم 1344 هـ / 8 أغسطس 1925 - 23 شعبان 1424 هـ / 19 أكتوبر 2003) (بالبوسنوية: Alija Izetbegović، ويُنطق: ǎlija ǐzedbegoʋit͡ɕ)، أول رئيس جمهوري لجمهورية البوسنة والهرسك بعد انتهاء حرب البوسنة والهرسك. هو ناشط سياسي بوسني وفيلسوف إسلامي. ألف عدة كتب أهمها الإسلام بين الشرق والغرب. ولد في مدينة بوسانا كروبا البوسنية لأسرة بوسنية عريقة في الإسلام. اسم عائلته يمتد إلى العصر العثماني بالبوسنة، فالمقطع بيگ في اسم عائلته هو النطق المحلي للقب «بك» العثماني، ولقبه عزت بيغوفيتش يعني علي بن عزت بك.
تعلم في مدارس العاصمة سراييفو، وتخرج من جامعة سراييفو في تخصص القانون. عمل مستشارًا قانونيًا لمدة 25 سنة، ثم اعتزل وتفرغ للبحث والكتابة.
نشأ علي عزت بيغوفيتش في وقت كانت البوسنة والهرسك جزءاً من مملكة يوغسلافيا التي تحكمها أسرة ليبرالية، ولم يكن التعليم الإسلامي جزءاً من المناهج الدراسية.
كان علي عزت، وهو لا يزال شابًا، واعيًا بأهمية أن يتعرف على دينه الإسلام ويقرأ فيه قراءة مستفيضة، فاتفق مع بعض زملائه في المدرسة أن ينشئوا ناديًا مدرسيًا أو جمعية للمناقشات الدينية سموه ملادي مسلماني أي الشبان المسلمين،
والتي تطورت فيما بعد، فلم تقتصر في نشاطها على الاجتماعات والنقاشات وإنما امتدت إلى أعمال اجتماعية وخيرية، وأنشأت بها قسماً خاصاً بالفتيات المسلمات.
استطاعت هذه الجمعية أثناء الحرب العالمية الثانية أن تقدم خدمات فعالة في مجال إيواء اللاجئين ورعاية الأيتام والتخفيف من ويلات الحرب. إلى جانب هذه الأنشطة تضمنت برامج الجماعة برنامجًا لبناء الشخصية. وقد تأثرت الجمعية بأفكار أخرى جاء بها بعض الطلاب البوسنيين الذين تعلموا في جامعة الأزهر.
حينما احتلت النازية الألمانية مملكة يوغوسلافيا وأحالتها لجمهورية فاشية، قاطعت جمعية الشبان المسلمين النظام الفاشي، وضايق هذا الفعل النظام فحرمها من الشرعية القانونية، وفي جمهورية يوغوسلافيا الاشتراكية الاتحادية السابقة تحت زعامة قائدها القوي جوزيف بروز تيتو كان بيغوفيتش معارضًا بارزًا، وسجن عدة مرات في عهد تيتو، وكان كثيرًا ما يتهم من قِبل أطراف صربية وكرواتية بأنه من داعمي الأصولية الإسلامية. تسلم بيغوفيتش رئاسة جمهورية البوسنة والهرسك من 19 نوفمبر عام 1990 إلى 5 أكتوبر 1996 بعد التوقيع على اتفاقية دايتون، ومن ثم أصبح عضوًا في مجلس الرئاسة البوسني من عام 1996 إلى عام 2000، يعد علي عزت بيغوفيتش من الموقعين في عام 1995 على اتفاقات دايتون للسلام التي أنهت الحرب ووضعت أسس تشكيل رئاسة حكومية ثلاثية الأطراف تضم المسلمين والصرب والكروات في البوسنة والهرسك تحت مسمى مجلس الرئاسة البوسني.

## النشأة

### العائلة
ولد علي عزت بيغوفيتش في يوم 8 أغسطس عام 1925 في مدينة بوسانا كروبا البوسنية، كانت عائلة بيغوفيتش مكونة من الأبوين «مصطفى» و«هبة» عزت بيغوفيتش، بالإضافة لخمسة أبناء: ابنين (علي الابن الأكبر) وثلاث بنات. كانت أسرة بيغوفيتش تنحدر من مسلمي البوسنة السابقين الأرستقراطيين الذين فروا من بلغراد إلى البوسنة والهرسك في عام 1868، وذلك بعد انسحاب قوات الجيش العثماني من صربيا، وكان جده يخدم كجندي في بلدة أسكدار التركية، فتزوج من امرأة تركية اسمها «سيديكا هانم»، وانتقل الزوجان فيما بعد إلى مدينة بوسانا كروبا البوسنية، وأنجبا خمسة أطفال، وأصبح الجد في وقت لاحق رئيسًا لبلدية المدينة، وفي فترة رئاسته أنقذ أربعين صربياً من تنفيذ حكم الإعدام فيهم على أيدي السلطات النمساوية المجرية بعد اغتيال غافريلو برينسيب من الأرشيدوق لولي عهد الإمبراطورية النمساوية المجرية فرانس فرديناند، والذي سمي تاريخيًا باغتيال سراييفو وذلك في 28 يونيو عام 1914، وكان والد عزت بيغوفيتش محاسبًا، وخدم في الجيش النمساوي المجري على الجبهة الإيطالية خلال الحرب العالمية الأولى، وتعرض لإصابات خطيرة تركته في حالة شبه مشلول مدة لا تقل عن عشر سنوات، وأعلن الإفلاس في عام 1927.

### النشأة

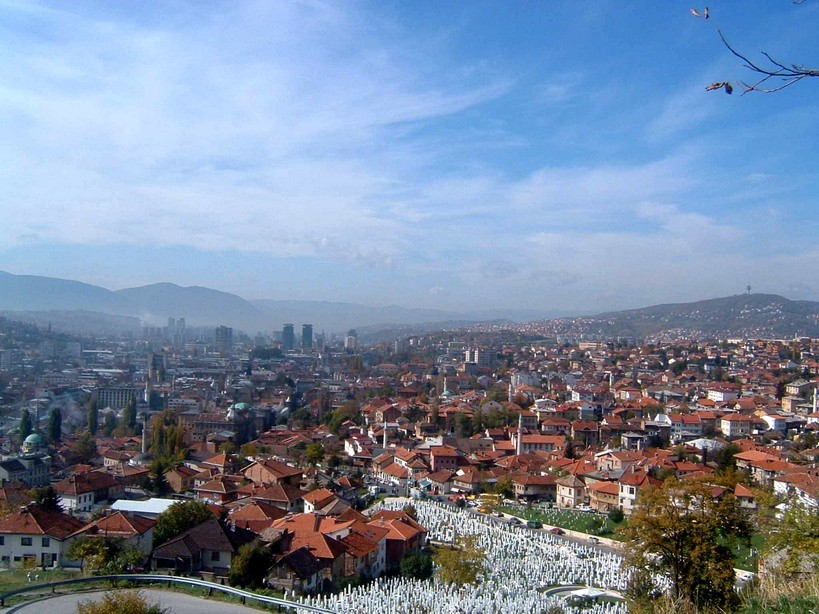
صورة لمدينة سراييفو.

في العام التالي من الإفلاس انتقلت العائلة إلى العاصمة سراييفو، حيث تلقى علي عزت بيغوفيتش التعليم العلماني. وعندما بلغ سن الرابعة عشر تأثر عزت بيغوفيتش بالكتابات الشيوعية، وبدأ إيمانه في الاهتزاز، وكانت الدعاية الشيوعية في أوجها في يوغوسلافيا قبل اندلاع الحرب العالمية الثانية، كانت تلك الدعاية الشيوعية قد تولدت كرد فعل ضد الفاشية، والتي كانت في وقتها تعيش عصرها الذهبي، كان علي عزت بيغوفيتش في بداية نشأته التعليمية يحضر مدرسة البنين الأولى (مدرسة قواعد اللغة) حيث كان الشيوعيون بشكل خاص نشطين في ذلك الوقت، المدرسة اشتهرت بكونها مدرسة شيوعية، حيث إن بعضًا من أساتذتها ينتمون إلى الفكر الشيوعي، وبالتالي وقع عدد من المنشورات الشيوعية في يديه حيث لم يكن بمنأى عن رسالتهم، وبدأ يتكون لعلي عزت بيغوفيتش عقلان متضادان، وذلك بين مشاكل العدالة الاجتماعية والظلم من جهة وبين الإيمان بالله من جهة أخرى، ومع ذلك وحتى الوهلة الأولى أثارت الشكوك بيغوفيتش من خلال حقيقة أن الدعاية الشيوعية صورت الله بأنه شخص سيئ وأن الدين هو عبارة عن أفيون الشعوب، وخلافاً لذلك يبدو أن بيغوفيتش كان يعتقد أن الرسالة المركزية هي الإيمان بأشكاله المختلفة، وأنه يجب أن يعيش حياة تستشعر المسؤولية الأخلاقية.
وبعد سنة أو سنتين من التردد الروحي والفلسفي عاد علي عزت بيغوفيتش لإيمانه بقوة متجددة وبطريقة جديدة، وفي وقت لاحق من حياته صرح -أنه على ما يبدو له- أن ثبات إيمانه كان في الواقع نتيجة شكوك الشباب التي راودته، ولم يعد الإيمان الذي يحمله ذاك الإيمان الذي كان قد ولد عليه، ولم يعد ذاك الإيمان التقليدي الذي كان قد ورثه، ولكن هو الإيمان الذي اكتسبه واعتمده من جديد، ولم يكن أبداً ليخسره مرة أخرى، على الرغم من أن علي عزت بيغوفيتش في وقت لاحق من حياته وفي كتاباته في المسائل الدينية قال إنه وباستمرار يعيد النظر بدراسة الإيمان، وقال: «الكون من دون الله بدا عبثاً بالنسبة لي»، وفي الوقت نفسه قرأ بيغوفيتش الأعمال الكلاسيكية للفلسفة الأوروبية قبل سن التاسعة عشرة من عمره، وكان لديه قاعدة متينة في كتابات جورج فيلهلم فريدريش هيغل وباروخ سبينوزا وإيمانويل كانت التي كان لها تأثير خاص على رجل فضولي شاب.
وفي عام 1943، وفي ذروة الحرب العالمية الثانية، كانت عائلة عزت بيغوفيتش مثل معظم جيرانهم يعانون من آثار الحرب، وكانوا أكثر عرضة للجوع والفقر من أي وقت سبق. في نفس السنة احتُلت سراييفو من قِبل الكروات، الذين فرضوا على السكان أحكامًا نازية قاسية، كان يتوجب على علي عزت بيغوفيتش في تلك الفترة أن يلتحق بالخدمة العسكرية، ولكنه لم يفعل، وفي نظر السلطات أصبح مشروعًا نموذجيًا للمراوغ، وكان يتوجب عليه أن يبقى مختبئاً طوال عام 1944، وعندما أصبح هناك مخاطرة كبيرة جدًا في بقائه في سراييفو هرب إلى مسقط رأسه في مدينة بوسانا كروبا وبالتحديد في وادي سافا، في تلك المنطقة لم يكن يوجد أي من الجيوش، لا أنصار ولا ميليشيات إسلامية ولا قوات كرواتية، ومع ذلك فإن حقيقة أن علي عزت بيغوفيتش لم يحمل السلاح لا يعني أن عزت بيغوفيتش كان غير ملتزم بالنضال، على العكس من ذلك فقد سعى هو وعدد قليل من أقرانه للتعبير عن وجهات نظرهم السياسية من خلال إنشاء جمعية الشباب المسلمين، وكانت المحاولة الأولى لتسجيل الجمعية في ظل القوانين في تلك الفترة في شهر مارس من عام 1941، وليس من المستغرب أن تفشل محاولة تسجيل الجمعية؛ ففي أبريل من عام 1941 هاجمت ألمانيا يوغوسلافيا، وكانت الأولوية الوحيدة لبيغوفيتش هي البقاء على قيد الحياة، والغريب أنه في خضم الحروب والنزاعات الحاصلة إلا أن الجمعية واصلت نشاطها، وركزت بشكل رئيسي على السياسة الخارجية والمسائل الروحية، وبعبارة أخرى المسائل المتعلقة بالعالم الإسلامي المعاصر، واعترف هؤلاء المسلمون الشباب المؤسسون للجمعية أن الحالة السياسية في العالم الإسلامي هي حالة رديئة وغير مستدامة، بينما الإسلام هو فكر العيش الذي يمكن ويجب تحديثه دون أن يفقد أيًا من جوهره، وكانوا أيضاً يدركون جيدًا أن معظم الدول الإسلامية كانت تحت الحكم الأجنبي، سواء من خلال وجود عسكري أو من خلال رأس المال الأجنبي.

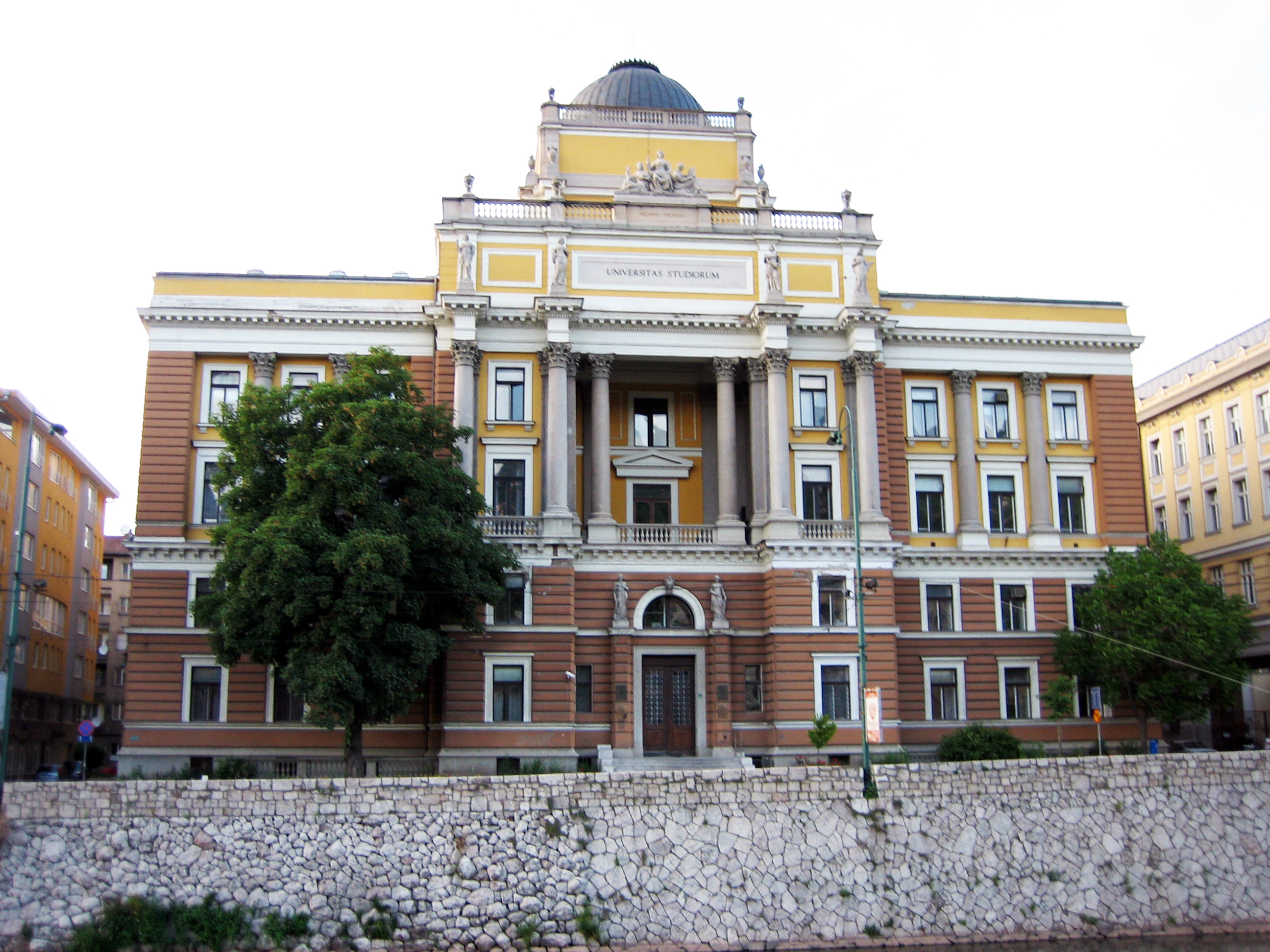
كلية القانون جامعة سراييفو

وإن لم تكن المنظمة قد تشكلت رسميًا إلا أنها أصبحت أكثر شعبية من أي وقت مضى، بين تلاميذ المدارس الثانوية والطلاب، واستمرت في العمل والنشاط طوال الحرب العالمية الثانية، وكان صدام علي عزت بيغوفيتش الأول مع الجمعية في عام 1944، عندما شكلت الجمعية تحالفًا مع جريدة الحجاز ورابطة الأئمة، كما أنه في كثير من الأحيان لم يكن يتفق تمامًا مع طرح جريدة الحجاز، وذلك بسبب التفسير الصارم للإسلام التي كانت تنتهجه الجريدة، والنتيجة التي استنتجها على حد تعبيره في مذكراته: كانت السبب في منع تطور الفكر الإسلامي في الداخل والخارج.

### التعليم
نشأ علي عزت بيغوفيتش في أسرة عريقة في إسلامها، وتعلم في مدارس مدينة سراييفو التي أمضى حياته فيها بعد انتقاله من مسقط رأسه بوسانا كروبا البوسنية، وفيها أكمل تعليمه الثانوي في عام 1943، ثم بعدها التحق بجامعة سراييفو، وحصل على الشهادة العليا في القانون في عام 1950، ثم نال شهادة الدكتوراه في عام 1962، وعلى شهادة عليا في الاقتصاد في عام 1964، وكان بيجوفيتش يقرأ ويتحدث ويكتب بعدة لغات أجنبية هي اللغة الألمانية، والفرنسية، والإنجليزية، مع إلمام جيد باللغة العربية، وعمل مستشارًا قانونيًا لمدة 25 سنة، ثم عمل بالسياسة، وبعدها اعتزل العمل السياسي وتفرغ للبحث والكتابة، وحرص بيغوفيتش على تعلم اللغة العربية باعتبارها وسيلة الاتصال بالقرآن الكريم المصدر الرئيسي للإسلام، كما مكنته اللغة العربية من الاطلاع على التيارات الإسلامية وتجاربها.

## النضال
خاض علي عزت بيغوفيتش قبل توليه رئاسة البوسنة والهرسك العديد من الصراعات مع خصومه من الشيوعيين واليوغوسلافيين والصرب. كانت هذه الصراعات تتمحور بين صراعات سياسية رافضة للاحتلال والتي كان ثمنها السجن، أو صراعات فكرية كان هدفها تجديد الفكر الإسلامي في دولة تخضع لاحتلال شيوعي.

### السجن
كان علي عزت بيغوفيتش قد اعتقله الشيوعيون اليوغوسلاف بعد الحرب، وحُكموا عليه بالسجن لمدة ثلاث سنوات، وذلك في عام 1946 لأنه كان معارضًا لنظام جوزيف بروز تيتو، وقبل أن يسجن كان قد حصل على شهادة في القانون في جامعة سراييفو كلية القانون، وبقي منخرطًا في السياسة بعد قضاء العقوبة. وفي أبريل من عام 1983 حوكم بيغوفيتش واثني عشر من النشطاء البوسنيين أمام محكمة سراييفو بسبب نشرهم مجموعة متنوعة من المبادئ الإسلامية عُدت على أنها جرائم، ووصفت على أنها نشاط معادٍ مستوحى من القومية الإسلامية، كما اتهم بيغوفيتش بمزيد من القضايا ومنها تنظيم زيارة إلى المؤتمر الإسلامي في إيران، وأدين كل الذين حوكموا، وحُكم على بيغوفيتش بالسجن أربعة عشر عامًا، وانتقدت منظمات حقوق الإنسان الغربية الحكم، بما في ذلك منظمة العفو الدولية وهلسنكي ووتش، والتي ادعت أن القضية كانت تقوم على الدعاية الشيوعية، ولم توجه إليهم تهمة باستخدام العنف أو الدعوة إليه، وفي مايو التالي من سنة الحكم اعترفت المحكمة العليا البوسنية أن الاتهامات لم تكن تحتوي على أعمال إجرامية، وخفضت العقوبة على بيغوفيتش لاثني عشر عاماً، وفي عام 1988 وعندما تعثر الحكم الشيوعي في البوسنة والهرسك تم العفو عنه، وأفرج عنه بعد ما يقرب من خمس سنوات قضاها في السجن، وكان وضعه الصحي قد تعرض لمضاعفات خطيرة.

### بيان الإعلان الإسلامي
نشر علي عزت بيغوفيتش بيانًا بعنوان «الإعلان الإسلامي»، معربًا فيه عن وجهات نظره بشأن العلاقات بين الإسلام والدولة والمجتمع، فسرت السلطات في جمهورية يوغوسلافيا الاشتراكية الاتحادية ذلك الإعلان أنه بمثابة دعوة لإدخال الشريعة الإسلامية في البوسنة، وحظرت نشره، وظل الإعلان مصدراً للجدل في البوسنة ويوغوسلافيا على حد سواء، أما الصرب الذين كانوا يعارضون بيغوفيتش فقد فهموا أن الإعلان يدل على وجود نية لاستنساخ أسلوب الجمهورية الإسلامية الإيرانية في البوسنة، وكثيراً ما نُقلت مقاطع من الإعلان مِن قِبل معارضي علي عزت بيغوفيتش خلال عام 1990، والذين اعتبروا أن البيان والإعلان هو خطاب مفتوح ومحرض للأصولية الإسلامية، وشارك في هذا الرأي بعض الكتاب الغربيين أمثال جون شندلر، من جانبه نفى علي عزت بيغوفيتش بشدة هذه الاتهامات، وأكد الكاتب البريطاني نويل مالكولم «أن التفسير القومي الصربي للإعلان هو دعاية كاذبة، وقال إن الإعلان مثل أطروحة عامة عن السياسة والإسلام الموجهة نحو العالم الإسلامي بأسره، وليس عن البوسنة ولم يذكر حتى البوسنة، وأنه لا يمكن وصف أيًا من هذه النقاط على أنها أصولية»، وقال مالكولم إن علي عزت بيغوفيتش أوضح وجهات نظره في كتابه الذي ألفه في وقت لاحق بعنوان الإسلام بين الشرق والغرب، حيث قدَّم الإسلام على أنه نوع من التوليف الروحي والفكري الذي تضمن قيم الغرب وأوروبا، وذكر بيغوفيتش في ذلك الكتاب أن الإسلام نظرة عالمية وطريقة للحياة تعلو على كل البدائل الفكرية والروحية، بما في ذلك البدائل الفلسفية والسياسية. وفي وقت لاحق حول بيغوفيتش الإعلان الإسلامي من مبادئ منشورة إلى كتاب مطبوع أسماه الإعلان الإسلامي.

## الرئاسة
بعد أن أُدخِل نظام التعددية الحزبية في جمهورية يوغوسلافيا الاشتراكية الاتحادية في نهاية الثمانينات الميلادية اندفع علي عزت بيغوفيتش ونشطاء بوسنيون آخرون لإنشاء حزب سياسي، وأسموه حزب العمل الديمقراطي، وذلك في 27 مارس عام 1990، وكان الطابع الإسلامي هو سمة هذا الحزب إلى حد كبير. وبالمثل، فإن الجماعات العرقية الرئيسية الأخرى في البوسنة والهرسك وهم الصرب والكروات قد أنشأوا أيضًا أحزابًا على أساس عرقي، وفاز حزب العمل الديمقراطي بأكبر حصة من الأصوات في الانتخابات البرلمانية التي جرت في عام 1990. وفي 19 نوفمبر عام 1990 جرى تنصيب علي عزت بيغوفيتش رئيساً لجمهورية البوسنة والهرسك.
بعد هذا التنصيب اندلعت ترتيبات تقاسم السلطة في البوسنة، وأخذت وتيرتها تزداد بسرعة كبيرة مع تزايد التوترات العرقية، وذلك بعد اندلاع القتال بين الصرب والكروات في كرواتيا المجاورة، وعلى الرغم من أنه كان من المقرر على علي عزت بيغوفيتش أن يتسلم الرئاسة لمدة سنة واحدة فقط وفقاً للدستور، فقد علق هذا الترتيب في البداية بسبب الظروف الاستثنائية التي تمر بها البلاد، وتخلى - في نهاية المطاف - حزب الاتحاد الديمقراطي الكرواتي وحزب العمل الديمقراطي عن الحكومة، وعندما اندلع القتال في سلوفينيا وكرواتيا في صيف عام 1991 كان واضحاً على الفور أن البوسنة والهرسك ستصبح قريباً متورطة في الصراع؛ اقترح بيغوفيتش في هذه الأثناء تشكيل كونفدرالية فضفاضة للحفاظ على الدولة البوسنية وحدودها، والحث بقوة لإيجاد حل سلمي في سلوفينيا وكرواتيا، وقال إنه لن يشارك في السلام إن كانت دولته ستتحمل جزءاً من التكلفة، وعلق في فبراير عام 1991 قائلاً: «أود أن أضحي بالسلام لسيادة البوسنة والهرسك ولكن لأن السلام قائم في البوسنة والهرسك أود أن ألا أضحي بالسيادة». ومع بداية عام 1992 أصبح من الواضح أن المطالب القومية المتنافسة في البوسنة لم تكن متوافقة فيما بينها، فالبُشناق والكروات كان بينهما سعي وتنافس للاستقلال بالبوسنة، بينما يريد الصرب أن تبقى البوسنة في ردف يوغوسلافيا التي يهيمن عليها الصرب.
وفي يناير من عام 1992 وضع الدبلوماسي البرتغالي «خوسيه كوتيليرو» خطة عرفت فيما بعد باسم اتفاق لشبونة، والتي من شأنها أن تحول البوسنة إلى دولة مكونة من ثلاثة كانتونات، في البداية وَقَّعَت كل الأطراف الثلاثة على الاتفاق: علي عزت بيغوفيتش ممثلاً عن البُشناق، ورادوفان كاراديتش ممثلاً عن الصرب و«ماتي بوبان» ممثلاً عن الكروات. وبعد نحو أسبوعين انسحب بيغوفيتش من توقيعه، وأعلن معارضته لأي نوع من تقسيم البوسنة والهرسك، ولقي هذا الانسحاب تشجيعاً من «وارن زيمرمان» سفير الولايات المتحدة الأمريكية في يوغوسلافيا في ذلك الوقت.

## حرب البوسنة

### نظرة عامة
وقع نزاع مسلح دولي في البوسنة والهرسك في الفترة بين 6 أبريل 1992 و14 ديسمبر 1995، كانت الحرب بين قوات من جمهورية البوسنة والهرسك وبين القوات التي نصبت لنفسها كيانات جديدة وهي القوات الصربية البوسنية والقوات الكرواتية البوسنية في البوسنة والهرسك، وقدمت كل من صربيا وكرواتيا قادة لجمهورية صرب البوسنة و«كروات البوسنة» على التوالي، وجاءت الحرب نتيجة لتفكك يوغوسلافيا بعد الانشقاقات السلوفينية والكرواتية من جمهورية يوغوسلافيا الاتحادية الاشتراكية في عام 1991، أصبح يمثل الجمهورية الاشتراكية متعددة الأعراق في البوسنة والهرسك كل من: البُشناق المسلمين 44% والصرب الأرثوذكس 31% والكروات الكاثوليك 17%، ثم أُقر استفتاء على الاستقلال في 29 فبراير 1992، وقد رُفض هذا الاستفتاء من قبل الممثلين السياسيين لصرب البوسنة الذين قاطعوا الاستفتاء، وأنشؤوا جمهوريتهم الخاصة، ولحقت بهم البوسنة وأعلنت استقلال البوسنة والهرسك والتي اكتسبت اعترافاً دولياً، وكان نتيجة لذلك أن صرب البوسنة وبدعم من حكومة سلوبودان ميلوسيفيتش الصربية والجيش الشعبي اليوغوسلافي، حشدوا قواتهم داخل جمهورية البوسنة والهرسك من أجل تأمين الأراضي الصربية، ثم سرعان ما انتشرت الحرب في جميع أنحاء البلاد، رافقها تطهير عرقي ضد السكان البوسنيين المسلمين والكروات، وخاصة في شرق البوسنة وجميع أنحاء جمهورية صرب البوسنة.

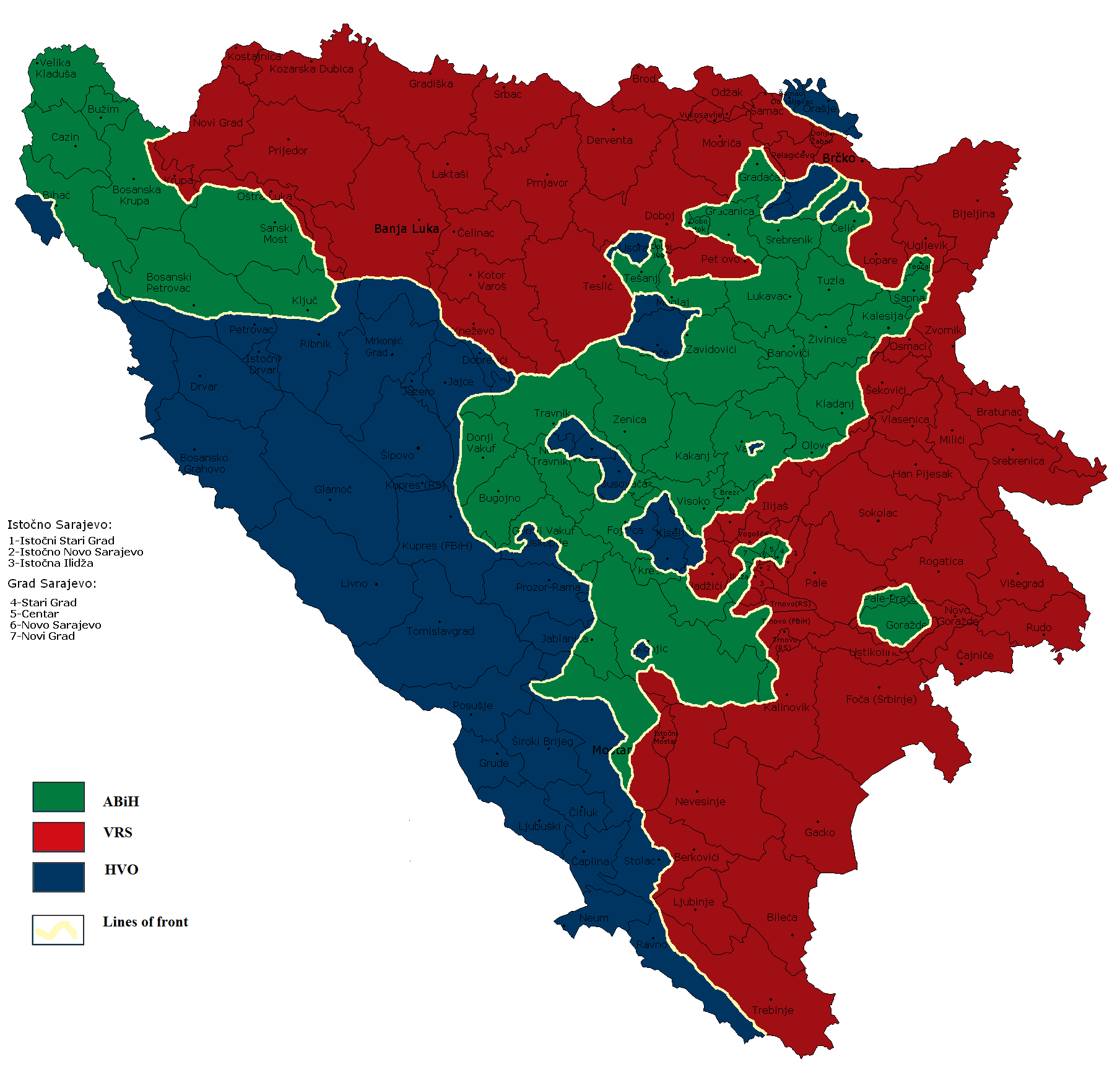
خريطة توضح مناطق سيطرة المتحاربين: الأخضر البوشناق والأحمر الصرب والأزرق الكروات.

كان الصراع الإقليمي في البداية بين القوات الصربية الممثلة في جيش جمهورية صرب البوسنة من جهة، وجيش جمهورية البوسنة والهرسك الذي كان يتألف في معظمه من البُشناق والقوات الكرواتية المدعومة في مجلس الدفاع الكرواتي في الجانب الآخر، وكانت القوات الكرواتية تهدف إلى تأمين الأجزاء الكرواتية من البوسنة والهرسك، وفي وقت لاحق اتفقت القيادات السياسية الصربية والكرواتية على تقسيم البوسنة عبر اتفاقية كاراكورديفو واتفاقية غراتس، مما أدى إلى تحول القوات الكرواتية لحرب جيش جمهورية البوسنة والهرسك، واتسمت الحرب بالقتال المرير والقصف العشوائي للمدن والبلدات والتطهير العرقي والاغتصاب الجماعي المنظم، وكان المتسبب في هذه الأفعال بشكل رئيسي القوات الصربية، وبشكل أقل القوات الكرواتية وقوات البوسنيين، وكان من أكبر الأحداث دموية حصار ساراييفو ومذبحة سربرنيتسا.
كان الصرب وعلى الرغم من تفوقهم في البداية بسبب الأسلحة والموارد المقدمة من قبل جيش يوغسلافيا الشعبي، إلا أنهم خسروا في نهاية المطاف، كما أن البُشناق والكروات تحالفوا ضد الجمهورية الصربية في عام 1994 مع إنشاء اتحاد البوسنة والهرسك بعد اتفاق واشنطن، أما بعد مجازر سربرنيتشا وماركال فقد تدخل حلف الناتو في عام 1995، مستهدفًا مواقعًا لجيش جمهورية صرب البوسنة، والتي كانت مفتاح إنهاء الحرب. وقد انتهت الحرب بعد التوقيع على اتفاقية الإطار العام للسلام في البوسنة والهرسك في باريس في 14 ديسمبر 1995 التي استكملت مفاوضات السلام التي جرت في دايتون، أوهايو في 21 ديسمبر 1995، والتي أصبحت تُعرف باسم اتفاقية دايتون. وفقاً لكشوف تقرير صادر من الأمم المتحدة ترأسه شريف بسيوني قال فيه: إن جميع الأطراف ارتكبت جرائم حرب خلال الصراع، وكانت القوات الصربية المسؤولة عن تسعين في المئة من القتل والتخريب، في حين كانت القوات الكرواتية مسؤولة عن ستة في المئة والقوى الإسلامية أربعة في المئة، وكانت المحكمة الجنائية الدولية ليوغوسلافيا السابقة قد أدانت 45 شخصًا من الصرب، ومن الكروات 12 شخصاً، ومن البُشناق أربعة أشخاص، وذلك بارتكاب جرائم حرب في البوسنة، وأشارت أحدث الأرقام إلى أن حوالي 100,000 شخص قتلوا خلال الحرب في البوسنة، وبالإضافة إلى ذلك تم اغتصاب ما يقدر ب 20,000 إلى 50,000 امرأة، وتشريد أكثر من 2.2 مليون شخص، مما يجعل الصراع في البوسنة والهرسك الأكثر تدميراً في أوروبا منذ نهاية الحرب العالمية الثانية.

### اندلاع الحرب

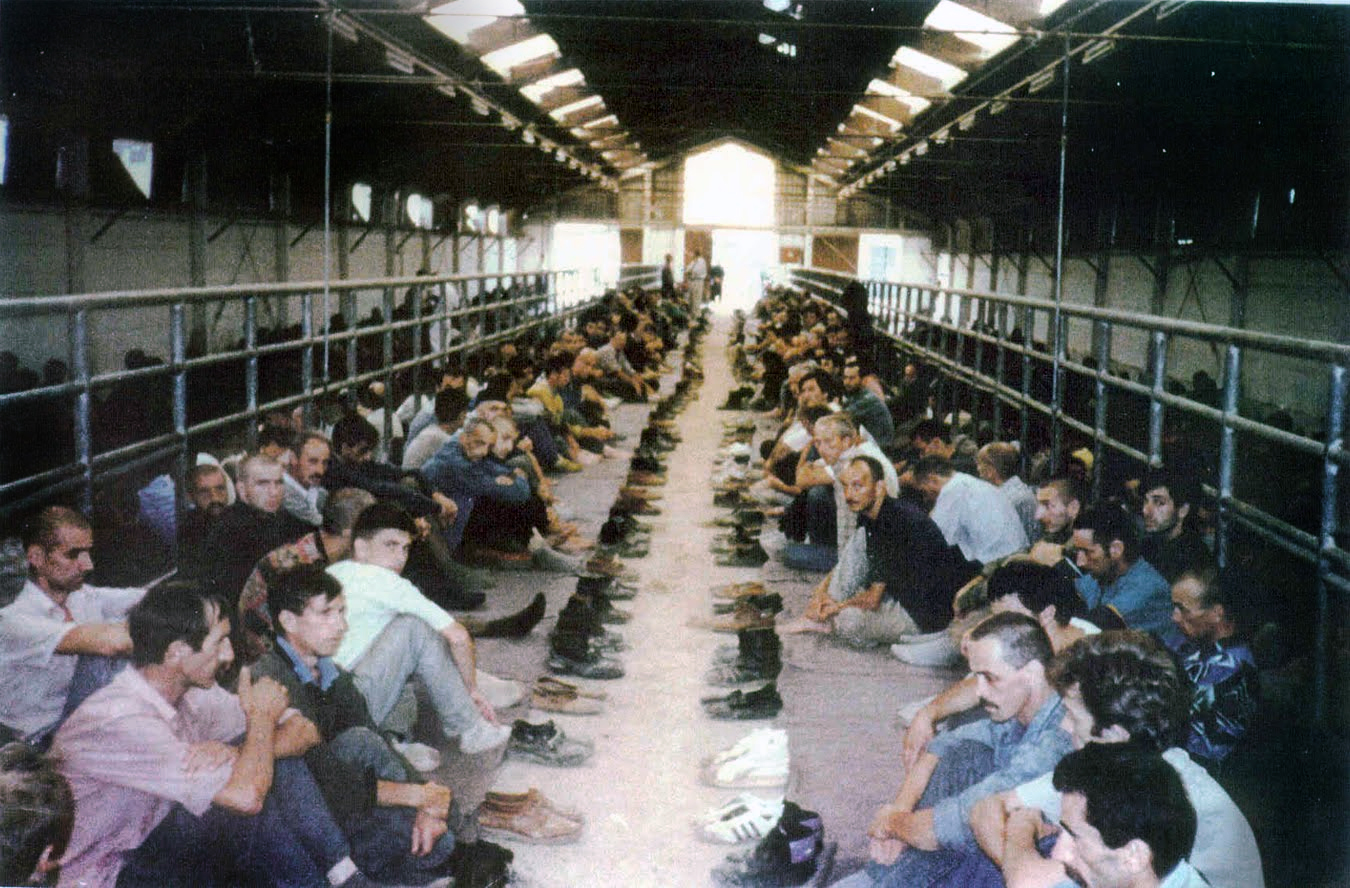
مخيم مانياكا 1992.

في فبراير من عام 1991، دعا علي عزت بيغوفيتش إلى استفتاء وطني حول استقلال البوسنة كشرط أوروبي للاعتراف بالبوسنة والهرسك كدولة مستقلة، على الرغم من تحذيرات الأعضاء الصرب للرئاسة أن أي تحرك نحو الاستقلال من شأنه أن يؤدي بالمناطق الصربية في البوسنة إلى البقاء مع يوغوسلافيا الفدرالية، وتم مقاطعة الاستفتاء من قِبل الصرب الذين اعتبروا الاستفتاء خطوة غير دستورية، وقد صوت 99.4% من الناخبين لصالح الاستقلال، وبلغت نسبة المشاركة 67% (تشكلت كلها تقريباً من البُشناق والكروات)، وأعلن عزت بيغوفيتش استقلال البلاد في شهر مارس من عام 1992. تلقت البوسنة والهرسك الاعتراف الدولي في 6 نيسان 1992، وتم الاعتراف بجمهورية البوسنة والهرسك كدولة عضو في الأمم المتحدة في يوم 22 مايو 1992، وكان من نتائج الاستفتاء أن وقع قتال متقطع بين الصرب والقوات الحكومية في جميع أنحاء البوسنة في الفترة التي سبقت الاعتراف الدولي، وكان علي عزت بيغوفيتش يراهن على أن المجتمع الدولي سيرسل قوات حفظ السلام بعد الاعتراف بالبوسنة من أجل منع وقوع الحرب، ولكن هذا لم يحدث، واندلعت الحرب على الفور في جميع أنحاء البلاد، كما حقق الصرب وقوات جيش يوغسلافيا الشعبي السيطرة على مناطق واسعة من البوسنة من قوات الأمن الحكومية سيئة التجهيز، في البداية هاجمت القوات الصربية السكان المدنيين من غير الصرب في شرق البوسنة، وقد سقطت المدن والقرى بشكل سريع في أيديهم، وألقي القبض على الكثير من المدنيين البوسنيين.

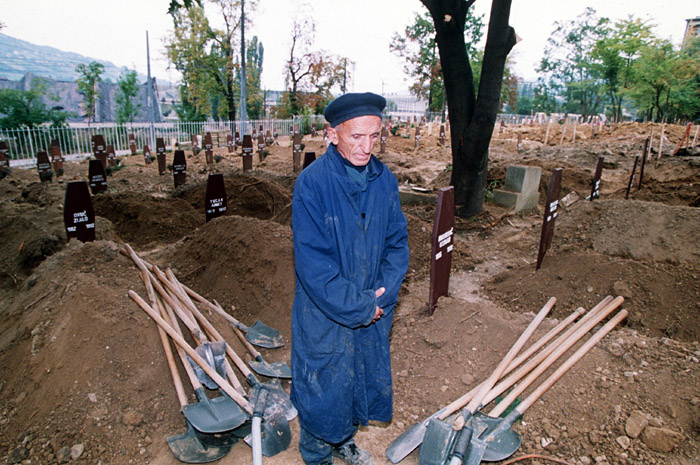
حفار القبور في مقبرة في سراييفو عام 1992.

كان علي عزت بيغوفيتش يروج باستمرار لفكرة بوسنة متعددة الأعراق تحت حكم مركزي، ولكن هذه الفكرة بدت إستراتيجية ميؤوس منها في ظل الظروف الاستثنائية التي تمر بها البلد، أما كروات البوسنة فقد خاب أملهم من حكومة سراييفو وتم دعمهم عسكرياً ومالياً من قبل الحكومة الكرواتية في بلغراد، وتحولوا بشكل سريع ومتزايد نحو إقامة دولة خاصة بهم في الهرسك ووسط البوسنة، في هذه الأثناء انسحب الكروات من حكومة سراييفو واندلع القتال في عام 1993، ولكن في معظم المناطق البوسنية تم توقيع هدنة محلية بين الصرب والكروات في كريسيفو وفاريس ويايسي، وشنت القوات الكرواتية هجماتهم على البُشناق في غورني فاكوف ونوفي ترافنيك والبلدات في وسط البوسنة ابتداءً من يونيو عام 1992، وتسبب اتفاق غراتس بانقسام عميق وكبير بين الكروات والجماعة الانفصالية، والتي أدت إلى حملة تطهير عرقي ضد المدنيين البوسنيين، هذه الحملة خططت لها الجماعة الكرواتية التي نصبت نفسها على هرم القيادة السياسية والعسكرية في هرسك-البوسنة في الفترة من مايو 1992 إلى مارس 1993.

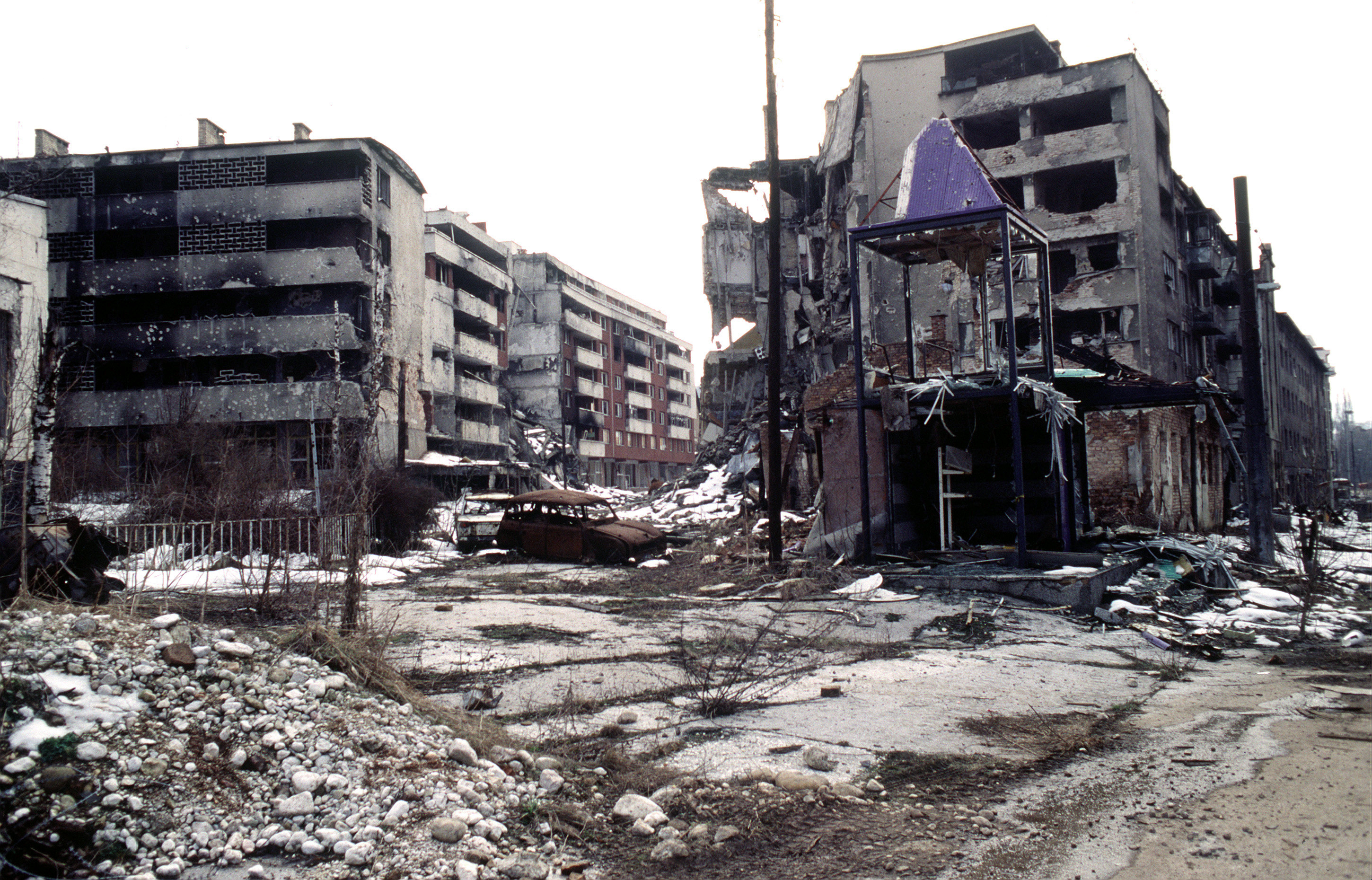
تضرر المباني السكنية قرب جسر فربانيا في حي غرابافيتشا على الضفة اليسرى لنهر مياسكا.

تبني علي عزت بيغوفيتش فكرة عبديتش بإنشاء مقاطعة غرب البوسنة المستقلة في أجزاء من بلديات كازين وفيليكا كلادوسا في المناطق المعارضة لحكومة سراييفو وبالتعاون مع سلوبودان ميلوشيفيتش وفرانيو تودجمان، وكان ذلك سببًا في زيادة الارتباك العام في صفوف البوسنيين، وبحلول ذلك الوقت أصبحت حكومة علي عزت بيغوفيتش تسيطر على حوالي 25% من مساحة البلاد، ولمدة ثلاث سنوات ونصف عاش عزت بيغوفيتش غير مستقر في سراييفو المحاصرة والتي تحيط بها القوات الصربية، واستنكر فشل الدول الغربية في وقف العدوان الصربي، وتحول بدلاً من ذلك إلى العالم الإسلامي، والذي كان قد أنشأ العلاقات معه خلال أيامه في المنفى، وتلقت الحكومة البوسنية المال والسلاح بعد المجازر التي وقعت ضد مسلمي البوسنة من قِبل الصرب وإلى حد أقل من قوات الكروات، وجاء المتطوعون العرب عبر كرواتيا إلى البوسنة للانضمام إلى جيش البوسنة، والذين بلغ عددهم من 3,000 إلى 6,000 مقاتل. وصل هؤلاء المقاتلون العرب إلى البوسنة في حوالي عام 1993، وكانوا يحملون وثائق هوية وجوازات سفر كرواتية، إلا أن هذه الخطوة سرعان ما اجتذبت انتقادات شديدة ضخمتها الدعاية الكبيرة من قِبل الجماعات الصربية والكرواتية، الذين اعتبروا وجودهم دليلاً على الأصولية الإسلامية العنيفة في قلب أوروبا.
في عام 1993 وافق علي عزت بيغوفيتش على خطة السلام التي من شأنها تقسيم البوسنة على أسس عرقية، لكنه استمر في الإصرار على حكومة بوسنية ائتلافية في سراييفو، وكانت الحرب بين البُشناق والكروات قد انتهت بوساطة اتفاقية واشنطن التي جرى التوقيع عليها في 18 مارس 1994، وبعد ذلك تعاون الجانبان بشكل وثيق وقوي ضد الصرب، وأصبح حلف شمال الأطلسي يشارك على نحو متزايد في الصراع ضد صرب البوسنة وذلك ابتداءً من 28 فبراير 1994، واستمر القتال ضد الصرب من قِبل الأطراف الثلاثة البُشناق والكروات وحلف الناتو، وفي 13 نوفمبر 1994 رفعت الولايات المتحدة من جانب واحد الحظر على الأسلحة ضد حكومة البوسنة، وفي 30 اغسطس 1994 أعلن الأمين العام لحلف شمال الأطلسي بداية عملية القوة المتعمدة، وتتمثل في غارات جوية واسعة النطاق ضد مواقع صرب البوسنة بدعم من قوات الأمم المتحدة، وفي 14 سبتمبر 1995 تم تعليق الضربات الجوية للناتو للسماح بتنفيذ اتفاق مع صرب البوسنة لسحب الأسلحة الثقيلة من جميع أنحاء سراييفو.

### انتهاء الحرب

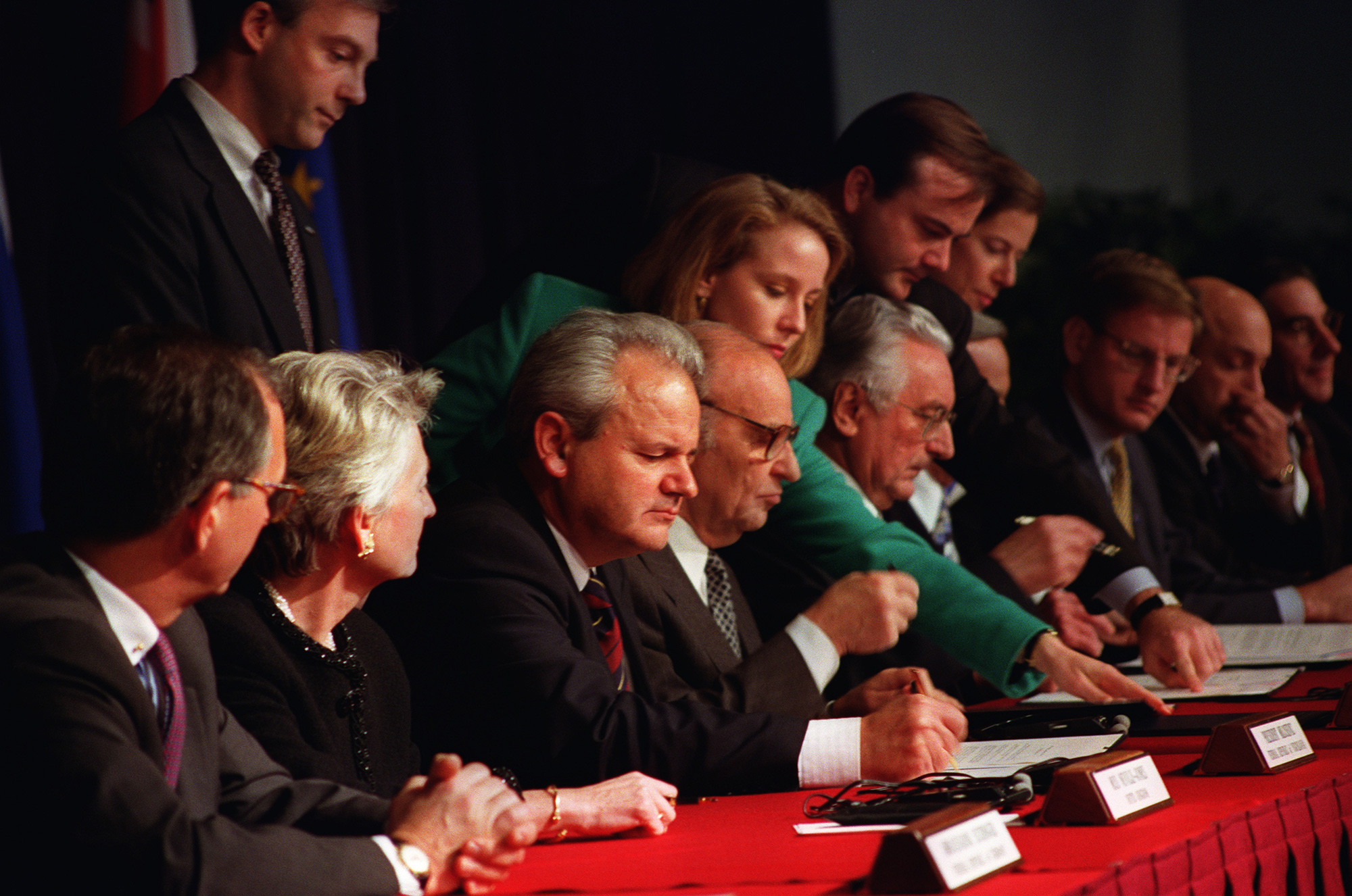
بيغوفيتش إلى جانب سلوبودان ميلوشيفيتش لحظة توقيع اتفاقية دايتون.

في يوم 26 سبتمبر من عام 1995، تم التوصل إلى الاتفاق على المبادئ الأساسية لاتفاق سلام في مدينة نيويورك بين وزراء خارجية كل من البوسنة والهرسك وكرواتيا وجمهورية يوغوسلافيا الاشتراكية الاتحادية، وجاء إعلان لوقف إطلاق النار لمدة 60 يومًا، ودخل هذا الإعلان حيز التنفيذ في 12 أكتوبر 1995، وفي الأول من شهر تشرين الثاني بدأت محادثات السلام في دايتون، أوهايو، وانتهت الحرب بعد التوقيع على اتفاقية دايتون للسلام الموقعة في 21 تشرين الثاني 1995، وتم التوقيع على النسخة النهائية من اتفاق السلام 14 ديسمبر 1995 في باريس، وبعد اتفاقية دايتون قام حلف شمال الأطلسي بنشر قوة التنفيذ في البوسنة والهرسك، وتم نشر وحدة قوية مكونة من 80,000 عسكري مدججة بالسلاح، وكلفت بإطلاق النار عند الضرورة من أجل تنفيذ عملية السلام الموقعة بنجاح، فضلاً عن قيامها بمهام أخرى مثل تقديم الدعم والمساعدات الإنسانية والسياسية وإعادة إعمار البوسنة والهرسك، وتوفير الدعم للمدنيين النازحين في العودة إلى ديارهم، وجمع الأسلحة والألغام والذخائر، وتطهير المناطق المتضررة.

### اتفاقية دايتون للسلام

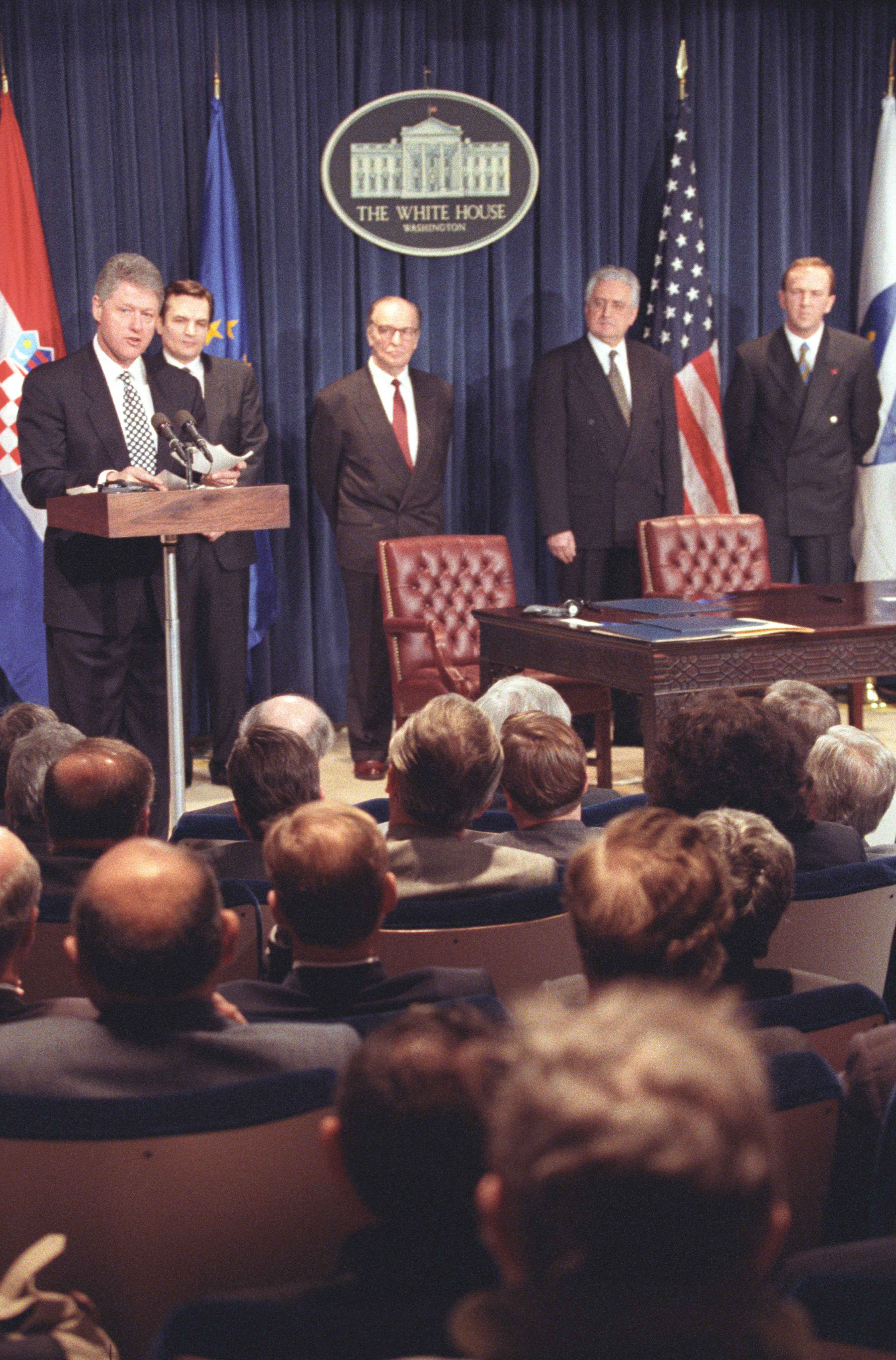
المؤتمر الصحفي بعد توقيع الاتفاقية برفقة الرئيس بيل كلينتون.

تسمى اتفاقية دايتون أو اتفاقية الإطار العام للسلام في البوسنة والهرسك، هي اتفاقية سلام تم التوصل إليها في قاعدة رايت باترسون الجوية قرب دايتون، أوهايو في الولايات المتحدة الأمريكية، وذلك في شهر نوفمبر من عام 1995، ووقعت الاتفاقية رسمياً في باريس في 14 ديسمبر 1995، ووضعت هذه الاتفاقية حداً لفترة طويلة من الصراع والحرب في البوسنة والهرسك والتي بلغت ثلاثة سنوات ونصف السنة، والتي تعد واحدة من الصراعات المسلحة في يوغوسلافيا السابقة، بدأت المحادثات الدولية في وقت مبكر من عام 1992، وكانت هذه البداية في أعقاب جهود فاشلة سابقة للسلام، في أغسطس من عام 1995 قامت القوات الكرواتية بعملية عاصفة عسكرية وذلك بالهجوم العسكري ضد حكومة جمهورية صرب البوسنة، والتي أجريت بالتوازي مع عملية القوة المتعمدة لحلف شمال الأطلسي، وخلال شهري سبتمبر وأكتوبر من عام 1995 قامت القوى العالمية وخاصة الولايات المتحدة الأمريكية وروسيا بجمع أطراف النزاع لحضور المفاوضات في دايتون، أوهايو.
عقد المؤتمر في شهر نوفمبر من عام 1995، وشارك فيه رئيس جمهورية يوغوسلافيا الاتحادية سلوبودان ميلوسوفيتش، ورئيس جمهورية كرواتيا فرانيو تودجمان، ورئيس البوسنة والهرسك علي عزت بيغوفيتش، وبعد أن تم التوقيع على الاتفاق في دايتون، أوهايو في 21 تشرين الثاني 1995 تم التوقيع على اتفاق كامل ورسمي في باريس في 14 ديسمبر 1995.
نصت الاتفاقية على خمسة عناصر رئيسة هي: الالتزام بوحدة أراضي البوسنة، وتقسيم البوسنة إلى قسمين أحدهما ذات طابع فيدرالي للمسلمين والكروات والثاني جمهورية للصرب، ويحصل المسلمون والكروات على ثلثي مقاعد البرلمان والثلث الآخر للصرب، الحكومة المركزية هي المسؤولة عن السياسة الخارجية وقضايا المواطنة والهجرة، عودة اللاجئين الذين شردتهم الحرب، وعلى أساس هذا الاتفاق يحكم البوسنة والهرسك مجلس رئاسي بدلاً من رئيس واحد، ويضم المجلس 3 رؤساء أحدهم يمثل المسلمين وآخر يمثل الكروات ويتم انتخابهما من قِبل سكان اتحاد البوسنة والهرسك أي فيدرالية المسلمين والكروات، أما الثالث فهو صربي ينتخبه سكان جمهورية صرب البوسنة، ومدة المجلس الرئاسي 4 سنوات ويتولى أعضاؤه الثلاثة الرئاسة بالتوالي لمدة 8 أشهر لكل منهم، فيترأس كل منهم البلاد مرتين، وجاءت اتفاقية دايتون بنصوص غير مرضية للمسلمين وقال الرئيس البوسني علي عزت بيغوفيتش: «إن اتفاقًا غير منصف خير من استمرار الحرب».

## مجلس الرئاسة البوسني
كان أحد أهم نتائج اتفاقية دايتون هو تشكيل مجلس الرئاسة البوسني، مسؤوليته إدارة البلد بدلًا من رئيس مباشر يحكم البلاد. أنشئ مجلس الرئاسة البوسني ليتولى رئاسة البوسنة والهرسك، على أن يتكون هذا المجلس من ثلاثة أعضاء: بوسني وكرواتي ينتخب كل منهم مباشرة من اتحاد البوسنة والهرسك، وصربي واحد ينتخب مباشرة من جمهورية صرب البوسنة.

### الانتخابات

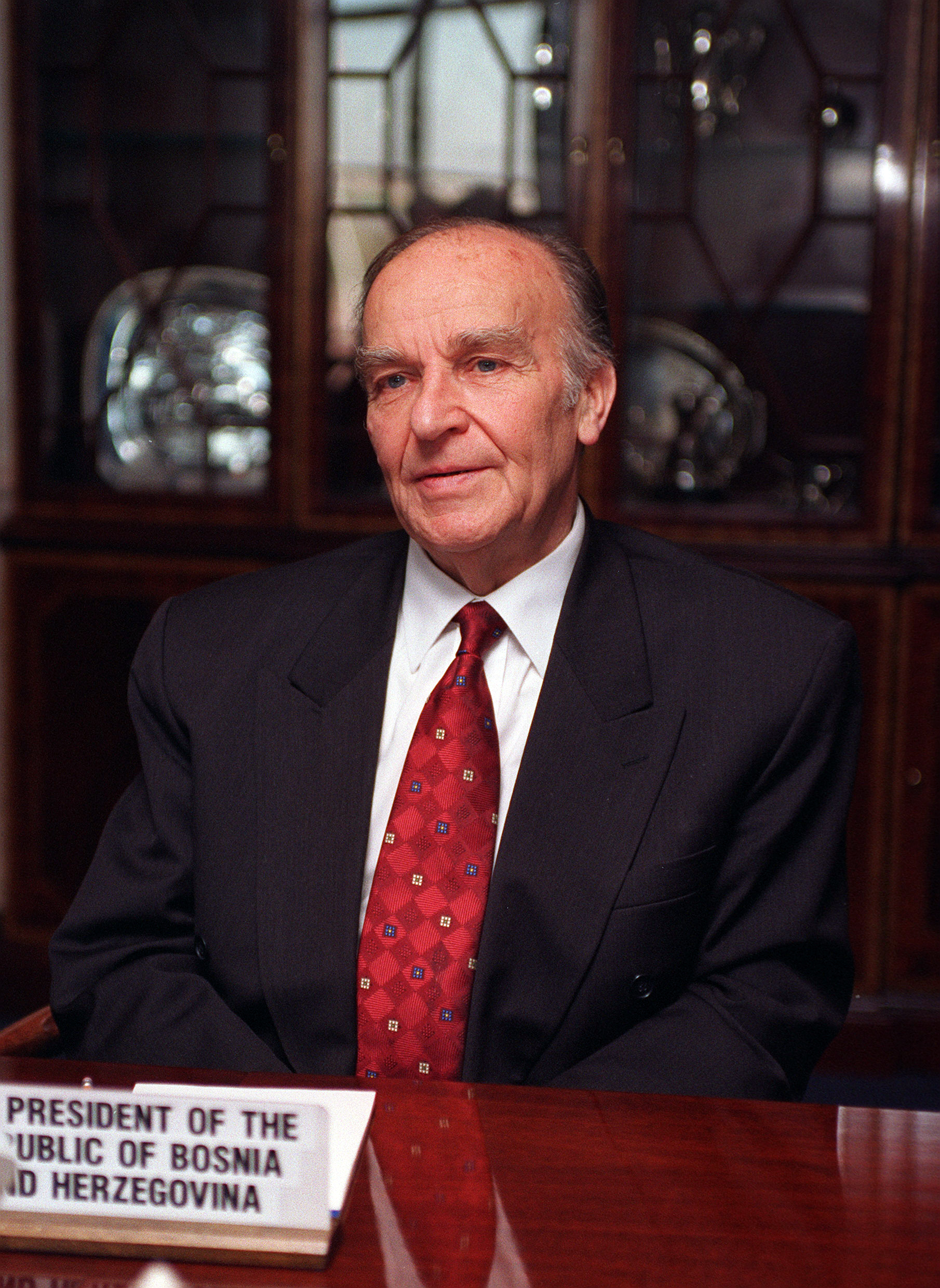
علي عزت بيغوفيتش عام 1997.

نصت الفقرة الأولى من قانون الانتخابات الذي صدر من المحكمة الدستورية البوسنية أن أعضاء مجلس الرئاسة ينتخبون مباشرة في كل كيان من كيانات البوسنة، وفقاً لقانون الانتخابات الذي اعتمدته الجمعية البرلمانية، مدة الأعضاء المنتخبين يجب أن تكون أربع سنوات.
أسفرت الانتخابات التي أجريت في شهر سبتمبر من عام 1996 عن فوز الأحزاب القومية في الكيانات الثلاثة بأغلبية المقاعد البرلمانية، وبالمناصب التنفيذية التي دار التنافس حولها، ففي برلمان اتحاد البوسنة والهرسك الذي يمثل المسلمين والكروات، فاز حزب العمل برئاسة علي عزت بيغوفيتش والاتحاد الديمقراطي الكرواتي بأغلبية المقاعد، وفي برلمان جمهورية صرب البوسنة فاز الحزب الديمقراطي الصربي بـ49 مقعدًا من إجمالي 83 مقعدًا، أما على صعيد المجلس التشريعي للبوسنة فقد فاز حزب العمل الديمقراطي بـ20 مقعدًا من أصل 28 مقعدًا مخصصًا لكل من المسلمين والكروات، وفاز الاتحاد الديمقراطي الكرواتي بـ7 مقاعد، وبالنسبة إلى حصة الصرب في هذا المجلس (14 مقعدًا)، فقد فاز الحزب الديمقراطي الصربي بـ8 مقاعد، وفازت أحزاب صربية أخرى بـ6 مقاعد.
وفيما يتعلق بهيئة الرئاسة الثلاثية، فقد حصل مرشح حزب العمل الديمقراطي علي عزت بيغوفيتش على المركز الأول (729.034 صوتا)، ثم مرشح الحزب الديمقراطي الصربي موسشيلو كرايشنيك (690.373 صوتا)، وأخيراً مرشح الاتحاد الديمقراطي الكرواتي كريشمير زوباك (342.007 صوتا).

### رئاسة المجلس
بعد أن أجريت الانتخابات الرئاسية والبرلمانية في شهر سبتمبر من عام 1996، تم تشكيل مجلس الرئاسة البوسني والذي يتكون من الرؤساء الثلاثة علي عزت بيغوفيتش ممثلًا عن المسلمين، وموسشيلو كرايشنيك ممثلًا عن الصرب، وكريشمير زوباك ممثلًا عن الكروات، وكانت مدة هذا المجلس أربع سنوات من 1996 وحتى 2000، وكانت رئاسة المجلس مناوبة بين الأعضاء الثلاثة، نصب خلال هذه الفترة علي عزت بيغوفيتش رئيسًا لمجلس الرئاسة البوسني مرتين: الأولى من 5 أكتوبر 1996 حتى 13 أكتوبر 1998، والثانية في 14 فبراير 2000 حتى 14 أكتوبر 2000.

## مناصبه السياسية
شغل علي عزت بيجوفيتش عدة مناصب سياسية:
| المناصب السياسية   | المناصب السياسية                                                     | المناصب السياسية    |
| ------------------ | -------------------------------------------------------------------- | ------------------- |
| سبقه اوبراد بيلياك | رئيس جمهورية البوسنة والهرسك الاشتراكية 20 ديسمبر 1990 – 3 مارس 1992 | تبعه لا يوجد        |
| سبقه لا يوجد       | رئيس جمهورية البوسنة والهرسك 3 مارس 1992 – 5 أكتوبر 1996             | تبعه لا يوجد        |
| سبقه لا يوجد       | رئيس مجلس الرئاسة البوسني 5 أكتوبر 1996 – 13 أكتوبر 1998             | تبعه زيفكو راديسيتش |
| سبقه أنتي ييلافيتش | رئيس مجلس الرئاسة البوسني 14 فبراير 2000 - 14 أكتوبر 2000            | تبعه زيفكو راديسيتش |
| سبقه لا يوجد       | العضو المسلم في مجلس الرئاسة البوسني 5 أكتوبر 1996 - 14 أكتوبر 2000  | تبعه خالد غانياك    |

## مرضه ووفاته
بعد انتهاء فترة ولاية مجلس الرئاسة البوسني في العام 2000، قرر علي عزت بيغوفيتش اعتزال الحياة السياسية وذلك لسببين: الأول بسبب الضغوط الدولية التي تعرض لها لمواقفه الدينية المحافظة ولاعتباره أحد زعماء الحرب في البوسنة والهرسك، والثاني: بسبب تدهور حالته الصحية، لكنه بقي رئيساً رمزياً لحزبه الذي خلفه سليمان تيهيتش في رئاسته. وعلى مدى السنوات الثلاث التي تلت انتهاء ولايته كعضو في مجلس الرئاسة البوسني زادت معاناته من مرض القلب، ما جعله يخضع لجراحة في المملكة العربية السعودية، وعلى رغم تحسن صحته، إلا أن النوبات ظلت تنتابه وتسبب له حالات إغماء.

### الوفاة

ضريح علي عزت بيغوفيتش في سراييفو.

توفي علي عزت بيغوفيتش في 23 شعبان 1424 هـ / 19 أكتوبر 2003 عن عمر 78 عاماً، في مستشفى ساراييفو المركزي الذي دخله في السادس من سبتمبر عام 2003 نتيجة إصابته بحالة إغماء أدت إلى سقوطه أرضاً أدى إلى كسور في أربعة من ضلوعه. وكان تدهور حالته الصحية قد استدعى نقله إلى قسم العناية الفائقة في المستشفى قبل عشرة أيام من وفاته، نتيجة ضعف في أداء القلب ونزيف دموي في الرئتين، ما أدى إلى وفاته في الساعة 2:25 من بعد الظهر بتوقيت البوسنة 12:25 ظهراً بتوقيت غرينيتش، وأعلن نبأ الوفاة رسمياً سليمان تيهيتش العضو المسلم في مجلس الرئاسة البوسني الذي نعى الزعيم البوسني الراحل، وأبلغ الصحافيين أن مشاورات تجرى مع عائلته في شأن مراسم الجنازة، وكان آخر زعيم أجنبي زار بيغوفيتش قبل يوم من وفاته هو رئيس الوزراء التركي (حينها) رجب طيب أردوغان الذي جاء إلى ساراييفو خصيصاً لتفقد حاله الصحية.
شكل موت علي عزت بيغوفيتش نهاية حقبة الحرب في البلقان، إذ توفي الرئيس الكرواتي فرانيو تودجمان في ديسمبر كانون الأول من عام 1999، بينما الرئيس الصربي في تلك الحقبة سلوبودان ميلوشيفيتش أطيح به من السلطة، وقبض عليه في عام 2001، ومن وقتها وهو يمثل للمحاكمة أمام محكمة العدل الدولية في لاهاي لارتكابه مجازر وجرائم حرب في البوسنة حتى وفاته.
وكانت تحقيقات محكمة العدل الدولية في لاهاي مع علي عزت بيغوفيتش مستمرة وفي التقدم، ولكن هذه التحقيقات انتهت وتوقفت مع وفاته، وبعد وفاته كانت هناك مبادرة لإعادة تسمية جزء من الشارع الرئيسي في سراييفو من أوليتشا مارسالا تيتا (شارع المارشال تيتو) ومطار سراييفو الدولي على شرفه، ولكن وبعد اعتراضات من السياسيين في جمهورية صرب البوسنة والمجتمع الدولي ومبعوث الأمم المتحدة بادي أشداون، فشلت كل هذه المبادرات، وفي 11 أغسطس 2006 لحقت أضرار قوية قبر علي عزت بيغوفيتش في مقبرة كوفاشي في سراييفو، جراء قنبلة ألقيت عليه، ولم يتم تحديد هوية المفجر.

### حديثه قبل وفاته
في لقاء مع الذين زاروا علي عزت بيغوفيتش للاطمئنان على صحته قال الرئيس البوسني السابق: «لا أستطيع الخروج من البيت ولكني أستطيع المشي لبضع خطوات داخل البيت وآمل أن تتحسن صحتي في الربيع»، وتابع: «صحتي ليست على ما يرام فبعد 75 عاماً جاء الوقت لأصبح مريضاً»، وعبر بيغوفيتش عن سعادته بحلول عيد الأضحى قائلاً: «أتمنى لجميع المسلمين الصحة الجسدية والسلام في حياتهم وكل عيد والمسلمون أفضل مما كانوا عليه»، وتحدث عن وصيته لشعبه فقال: «اعملوا لتكونوا أفضل مما كنتم قبل الحرب»، وعن موقفه من الوضع السائد في بلاده قال: «معركة توحيد البوسنة وترسيخ الديمقراطية تتقدم خطوة خطوة وسوف تنتصر البوسنة»، وأضاف بيغوفيتش: «لقد قلت هذا سنة 1995 بأن الأمم المتحدة لن توافق مستقبلاً على تغيير الحدود الدولية مجدداً في البلقان والذين يفهمون غير ذلك كمن يضرب برأسه الحائط وسواء عاجلاً أم آجلاً سيدركون ذلك».

## ابنه بكر بيجوفيتش

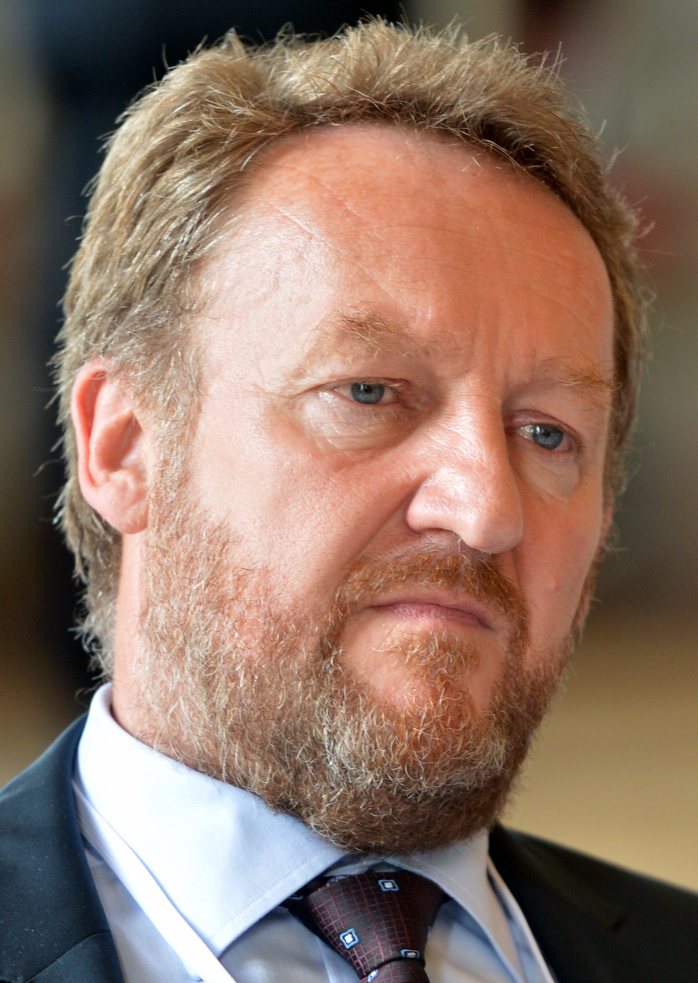
بكر عزت بيجوفيتش الفائز بعضوية مجلس الرئاسة مرتين.

كان علي عزت بيغوفيتش قد اعتقل من قِبل الشيوعيين اليوغوسلاف، وحكم عليه بالسجن لمدة ثلاث سنوات في عام 1946، وذلك لأنه كان معارضًا لنظام تيتو، وبعد أن أتم فترة حكمه، تزوج بيغوفيتش من زوجته خالدة، وأنجبت له ثلاثة من الأولاد هم: ليلى وسابينا وبكر.
يعد بكر عزت بيجوفيتش من أكبر سياسيي البوسنة المسلمين، وقد انتهج نهج والده في الإدارة والحكم، وهو الآن زعيم حزب العمل الديمقراطي، وفي عام 2010 انتخب لمنصب عضو مجلس الرئاسة البوسني بعد أن حقق نسبة 34.86% من أصوات البُشناق الذي بلغ عددهم (162,831 صوتا)، وفي عام 2014 انتخب لفترة ولاية ثانية في مجلس الرئاسة البوسني بعد أن حصل على نسبة 34.87% من أصوات البُشناق الذين بلغ عددهم (247,235 صوتا)، وقد تولى بكر عزت بيجوفيتش رئاسة مجلس الرئاسة البوسني مرتين، الأولى من شهر مارس من عام 2012 حتى شهر نوفمبر عام 2012، والثانية من شهر مارس من عام 2014 حتى شهر نوفمبر عام 2014.

## النتاج الفكري
عندما وضعت الحرب أوزارها لم يغر بريق السلطة علي عزت بيغوفيتش. قرر إنهاء حياته السياسية في عام 2000 وتفرغ للكتابة، وكان قد ألف في فترة سجنه الأخيرة أبرز ما أنتجه وهو كتاب الإسلام بين الشرق والغرب، وهذا الكتاب الكبير هو أشبه بموسوعة علمية، فهو موجه نحو العالم الغربي، فقد خاطب به قادة الفكر هناك، وكان فيه عالماً وفيلسوفاً وأديباً وفناناً مسلماً، تمثل بكل ما أنجزته الحضارة الغربية، ثم ارتقى بتلك العلوم عندما ربطها بهدي السماء الذي جاء به الإسلام، كما ألف أيضاً كتاب «هروبي إلى الحرية»، والذي كان قد كتبه في سجن فوتشا بعد اعتقاله في الثمانينات، ومن مؤلفاته أيضاً كتاب «عوائق النهضة الإسلامية»، وكتاب «الأقليات الإسلامية في الدول الشيوعية»، بالإضافة لكتاب الإعلان الإسلامي.
لم يكن علي عزت بيغوفيتش رئيساً عادياً كسائر رؤساء الجمهوريات الذين تسلموا هذا المنصب في العالم الإسلامي، بل كان سياسياً ومفكراً عميقاً وذا نظرة إسلامية بعيدة جعلته يتجاوز حدود البلقان، إلى سائر أنحاء العالم الإسلامي، ليحمل هموم المسلمين حيث كانوا. قرأ بيجوفيتش ما وصل إليه من كتب الإخوان المسلمين، وتأثر بأفكارهم وتجاربهم، كما اطلع على تجارب الحركات الإسلامية الأخرى في الهند وباكستان وإندونيسيا، وقرأ بعض كتب أبي الأعلى المودودي ومسعود عالم الندوي، ورئيس وزراء إندونيسيا الأسبق الدكتور محمد ناصر وتفاعل معها، وهو ما يزال طالباً يدرس القانون في جامعة سراييفو، وكان يتحرك في أوساط الطلبة البُشناق في الجامعة، ويحاورهم ويقنعهم بما اقتنع به من تلك الأفكار التي ألهمته الكثير، من أجل النهوض بشعبه البُشناق وبسائر مسلمي البلقان، ولتخليصهم من أتون الشيوعية الملحدة التي تريد أن تطمس هويتهم.

### الإسلام بين الشرق والغرب
يمكن الجزم بأن الرئيس البوسني السابق علي عزت بيغوفيتش هو أكثر من عاش أزمة الهوية بين الشرق والغرب، فما جرى في البوسنة والهرسك يتجاوز اختصام الأديان، وكذلك يفوق صراع الحضارات ليصب في مقولة «الشرق شرق والغرب غرب ولن يلتقيا»، وقد جرب علي عزت بيغوفيتش في كتابه «الإسلام بين الشرق والغرب» أن يمضي في طريق فك الاشتباك الذي طال منذ زمانه بين الشرق والغرب، كان بيغوفيتش صاحب اجتهادات مهمة في تفسير ظاهرة الإنسان في كل تركيبتها، وهذه التركيبة المرتبطة تمام الارتباط بثنائية الإنسان والطبيعة هي نقطة انطلاقه، والركيزة الأساسية لنظامه الفلسفي، وحجر الزاوية عند بيغوفيتش أن العالم الحديث يتميز بصدام فكري، ويرى أننا جميعاً متورطون فيه سواء كمساهمين أم ضحايا، ويتساءل ما موقف الإسلام من هذا الصدام الهائل، وهل للإسلام دور في تشكيل هذا العالم الحاضر.

كتاب لإسلام بين الشرق والغرب.

حاول الرئيس البوسني السابق في مؤلفه أن يجيب على هذا السؤال، ويرى أن هناك فقط ثلاث وجهات نظر متكاملة عن العالم هي: النظرة الدينية والنظرة الإسلامية والنظرة المادية، وكان يقصد بمصطلح الدين في كتابه إلى معنى محدد هو المعنى الذي تنسبه أوروبا إلى الدين، وتفهمه على هذا النحو، وهو أن الدين تجربة فردية خاصة لا تذهب أبعد من العلاقة الشخصية بالله، وهي علاقة تعبر عن نفسها فقط في عقائد وشعائر يؤديها الفرد، هذه الوجهات الثلاثة من النظر تعكس إمكانات مبدئية هي: الضمير والطبيعة والإنسان، تتمثل كل منها بالتالي في المسيحية المادية والإسلام، وسنجد أن جميع المنطلقات الفكرية والفلسفات والتعاليم العقائدية من أقدم العصور إلى اليوم في التحليل النهائي يمكن إرجاعها إلى واحدة من هذه النظرات الثلاث العالمية الأساسية.
ينطلق علي عزت بيغوفتش من عدة منطلقات أساسية في كتابه، أولها أن هناك ثلاث رؤى عن العالم ولا مكان لغيرها: الديني والمادي والإسلامي، فالمادية ترى العالم باعتباره مادة محضة، وهي فلسفة تنكر التطلعات الروحية للإنسان، والاشتراكية مثال جيد على ذلك، والرؤية الدينية المجردة أو الروحية والتي تعتبر الدين محض تجربة شخصية، لا تذهب أبعد من العلاقة الشخصية مع الله عز وجل، والمسيحية مثال جيد على ذلك، وأي حل يغلب جانباً من الطبيعة الإنسانية على الجانب الآخر يؤدي إلى الصراع الداخلي، فكما يقول: «الحياة مزدوجة وقد أصبح من المستحيل عملياً أن يحيى الإنسان حياة واحدة منذ اللحظة التي توقف فيها أن يكون نباتًا أو حيوانًا»، والرؤية الثالثة هي الرؤية الإسلامية والتي تعترف بالثنائيات وتحاول تجاوزها من خلال الروح والمادة، فالدين هنا قادر على أن يكون متوافقاً مع فطرة الإنسان التي خلقه الله عليها، فالإنسان كائن مزدوج من جسد وروح، والجسد هو حامل الروح فقط، ولذلك هناك رؤيتان وحقيقتان عن الإنسان في الغرب يمثلها (تشارلز داروين ومايكل أنجلو)، ويمكن التفريق بين إنسان داروين وبين إنسان مايكل أنجلو، فإنسان داروين يمثل جانب الحضارة، ومايكل أنجلو يمثل جانب الثقافة، وبيغوفتش حاول فض الاشتباك والتفريق بين مصطلحين مهمين: مصطلح الحضارة ومصطلح الثقافة، فالحضارة تنتمي لمجال العلوم والتقنية، والثقافة تنتمي إلى الدين والفن.
تحدث بيغوفيتش في كتابه أن عداء الغرب الحالي للإسلام ليس مجرد امتداد للعداء التقليدي والصدام الحضاري المسلح بين الإسلام والغرب منذ الحملات الصليبية، وإنما يرجع إلى تجربته التاريخية الخاصة مع الدين، وإلى عجزه عن فهم الإسلام لسببين جوهريين وهما: طبيعة العقل الأوروبي أحادي النظرة، وإلى قصور اللغات الأوروبية عن استيعاب المصطلحات الإسلامية، وضرب لذلك مثالًا بمصطلحات الصلاة والزكاة والوضوء والخلافة حيث لا يوجد ما يقابلها في المعنى باللغات الأوروبية. وعن طبيعة كتابه يقول بيغوفيتش في مقدمته: «إن هذا الكتاب ليس في اللاهوت ولا مؤلفه من رجال اللاهوت إنه على الأرجح محاولة لترجمة الإسلام إلى اللغة التي يتحدث بها الجيل الجديد ويفهمها، إنه كتاب يتناول عقائد الإسلام ومؤسساته وتعاليمه بقصد اكتشاف موقع الإسلام في إطار الفكر العالمي».
وتناول بيغوفيتش في الكتاب عددًا مهمًا من الموضوعات وهي: الخلق والتطور، داروين ومايكل أنجلو، المثالية الأصلية، ازدواجية العالم الحي، معنى الفلسفة الإنسانية، الثقافة والحضارة، الأداة والعبادة، انعكاس ازدواجية الحياة، التعليم والتأمل، التعليم التقني والتعليم الكلاسيكي، الثقافة الجماهيرية، الريف والمدينة، الطبقة العاملة، الدين والثورة، تشاؤم المسرح، العدمية، ظاهرة الفن، الفن والعلم، الفن والدين، الفن والإلحاد، العالم المادي للفن، دراما الوجه الإنساني، الفنان وعمله، الأسلوب والوظيفة، الفن والتقليد، الأخلاق، الواجب والمصلحة، النية والعمل، التدريب والتنشئة، الأخلاق والعقل، العلم والعلماء، الأخلاق والدين، الأخلاق وما يسمى بالمصلحة المشتركة، الأخلاق بدون إله، الثقافة والتاريخ، الإنسانية الأولى، الفن والتاريخ، الأخلاق والتاريخ، الفنان والخيرة، الدراما والطوبيا، المجتمع المثالي، الطوبيا والأخلاق، الأتباع والهراطقة، المجتمع والجماعة، الشخصية والفرد الاجتماعي، الطوبيا والأسرة، الإسلام والوحدة ثنائية القطب، موسى وعيسى ومحمد، الدين المجرد، قبول المسيح ورفضه، الإسلام والدين، ثنائية أعمدة الإسلام الخمسة، دين يتجه نحو الطبيعة، الإسلام والحياة، الطبيعة الإسلامية للقانون، جانبان للقانون، العقاب وحماية المجتمع، الأفكار والواقع، ملاحظات تمهيدية، عيسى والمسيحية، ماركس والماركسية، الزواج، نوعان من المعتقدات الخرافية، الطريق الثالث خارج الإسلام، العالم الأنجلوسكسوني، التسوية التاريخية والديمقراطية الاشتراكية، نظرة أخيرة: التسليم لله.

### كتاب الإعلان الإسلامي

كتاب الإعلان الإسلامي.

الإعلان الإسلامي أو البيان الإسلامي، هي المبادئ التي أثارت ضجة إعلامية كبرى في يوغسلافيا، وبسبب هذا الكتاب حوكم علي عزت بيغوفيتش وزُجّ به في السجن، ورغم إعادة المحاكمة وسقوط التهم التي وجهت إليه إلا أن الكتاب ومبادئه ظل متداولًا بين المسلمين في البوسنة والهرسك، كتأكيد على اعتبار الإسلام عقيدة وشريعة ونظاما، استمرت الحملات الإعلامية الصربية تتصاعد ضد علي عزت بيغوفيتش، ما أدى بهم إلى أخذ الكتاب وإجراء تعديلات على نصوصه وإضافة عبارات وكلمات لم تكن موجودة في الأصل، ثم وزع الكتاب في بلغراد وزغرب كدليل على دعوة بيغوفيتش للجهاد في البلقان، وكان فهم الجهاد لديهم هو إعلان الحرب المقدسة على المسيحية، وتسرب الكتاب خارج يوغسلافيا والتقطته جماعات نشطة، وقامت بترجمته إلى اللغات الأوروبية المختلفة في محاولة لإثارة جو من الذعر بين المسيحيين، حيث ربطت بين مؤلفه وبين بعض المراكز الإسلامية في العالم وبخاصة إيران.
يتناول الكتاب ظاهرة التخلف بين الشعوب الإسلامية، وطبيعة المشروع أو النظام الإسلامي وأبعاده وعناصره، ويعرض إشكاليات النظام الإسلامي، وأن الإسلام ليس مجرد دين، وعلاقة الإسلام بالمسيحية واليهودية، ورأيه في الرأسمالية والاشتراكية، وقد عرض المؤلف لبعض الأفكار الرئيسة وبعض المشكلات الجوهرية للنهضة الإسلامية، هذه الأفكار التي تستولي على عقول الناس بصفة متزايدة باعتبارها تحولاً عاماً للشعوب المسلمة خلقياً وثقافياً وسياسياً، وقد اشتمل الكتاب على مقدمة وثلاث فصول وخلاصة، وحدد المؤلف في مقدمته الجمهور الذي يتوجه إليه بالخطاب حيث يقرر أن الكتاب لا يخاطب إلا المسلمين الذين يدركون حقيقة انتمائهم للإسلام، في الفصل الأول من الكتاب يشخص ظاهرة التخلف بين الشعوب الإسلامية، وفي الفصل الثاني يتناول طبيعة المشروع الإسلامي أو النظام الإسلامي الذي يدعو إليه ويوضح أبعاده وعناصره، وفي الفصل الثالث يعالج المشكلات الأساسية التي تواجه النظام الإسلامي.
يقول علي عزت بيغوفيتش في مقدمة كتابه:
| علي عزت بيغوفيتش | أن الإعلان الذي تعرضه اليوم على الجماهير ليس من قبل القراءات الموصوفة لغير المسلمين، ولا للذين يشككون في تميز الإسلام على أي نظام أو مدرسة فكرية أخرى، هذا الإعلان موجه إلى المسلمين الذين يعلمون إلى أي شيء ينتمون، والذين تحدثهم قلوبهم حديثاً واضحاً صريحاً على الجانب الذي يلتزمون الوقوف فيه... فإن دول الغرب وروسيا والصين تتنافس جميعاً لمد نفوذهم على كل جزء من العالم المسلم، إلا أن تنافسهم لن يكون له جدوى فالعالم المسلم لا ينتمي إلى أولئك أو هؤلاء، إنما ينتمي للشعوب المسلمة... إن الأفكار التي يتضمنها هذا الإعلان ليست جديدة كلها، إنما هي بالأحرى جماع أفكار طالما ترددت في أماكن كثيرة مختلفة، أما الجديد في هذا الإعلان فهو سعيه لتعزيز هذه الأفكار والخطط بعمل منظم... إن الجهاد في سبيل غايات نبيلة ليس وليد اليوم، فقد جرب المسلمين السابقون الشهادة، وتاريخهم حافل بصفحات مليئة بالتضحيات والمعاناة والشهداء... يمكننا أن نبين بوضوح الطريق الذي يؤدي إلى تحقيق غاياتنا، إنه طريق إحياء الإسلام في جميع مجالات حياتنا. | علي عزت بيغوفيتش |

### هروبي إلى الحرية

كتاب هروبي إلى الحرية.

يتناول كتاب «هروبي إلى الحرية» كتابات علي عزت بيغوفيتش عندما كان يقبع في سجن فوتشا في الفترة ما بين (1983 - 1988)، وما تعرض له في عهد تيتو، حيث مكث في سجنه أعواماً طويلة، وكان فيها يخلد إلى أفكاره ويناجي خواطره ويسجلها في ظروف صعبة، ثم جمعها في كتابه «هروبي إلى الحرية»، الذي يعبر فيه عن طموحاته وآماله بطريقة لا تدخل في عمق الأحداث الجارية، ويفصح فيها عن تطلعات شعب البُشناق المسلم وشعوب البوسنة الأخرى، جمع علي عزت في كتابه خلاصة الخلاصات لكل ما يجب التفكير فيه أو يستحيل أن يفكر فيه، يتضمن الكتاب حشداً كبيراً من الأفكار والتأملات والاعتقادات في موضوعات منفصلة، تحدث عن أن الأدب هو الحرية، وعن الحياة والناس والحرية، وعن الدين والأخلاق، وأبدى ملاحظات سياسية، وعن نظرية الطريق الثالث التي يضيفها المؤلف إلى كتابه الإسلام بين الشرق والغرب، وعن بعض الحقائق حول الشيوعية والنازية التي لا يجوز نسيانها، وعن ملاحظات هامة في التيارات الإسلامية والمسلمين، ويلحق بالكتاب رسائل وصلت إليه من أولاده في أثناء سجنه تمثل هروبه العاطفي وظروفه وأسرته وحريته اللامحدودة وهو في السجن. يقول بيجوفيتش عن أيامه في السجن:
| علي عزت بيغوفيتش | كانت تلك الأيام ينتظرني فيها ما يقارب ثلاثة عشر عاماً من السجن، وعندما كان الموت هو الأمل الوحيد أخفيت هذا الأمل بداخلي مثل سر كبير لا يعرفه أحد غيري، ولا يستطيعون هم تجريدي منه، فإن هروبي العاطفي كان في تلك الرسائل لست متأكداً بأن أولادي يعرفون أو أنهم سيعرفون يوماً ماذا عنت تلك الرسائل بالنسبة لي، كنت أشعر في اللحظات التي أقرأها فيها أنني لست إنساناً حراً وحسب، وإنما إنسان أهداه الله كل خيرات هذه الدنيا | علي عزت بيغوفيتش |

### عوائق النهضة الإسلامية
هذا الكتاب هو عبارة عن مجموعة من المقالات المتفرقة للرئيس علي عزت بيغوفيتش، يتحدث فيها عن النهضة الإسلامية والعوائق وعوامل البناء الصحيح، يحتوي الكتاب على أحد عشر مقالة هي: ما سبب تخلف المسلمين، المرأة المسلمة زوجة وأم، تأملات بمناسبة الذكرى الألف والأربعمئة لنزول القران الكريم، المسلمون وإسرائيل، الإسلام والمعاصرة، هل نربي المسلمين أم الجبناء، نحو الثورة الإسلامية، كيف نقرأ القرآن، تأملات في الهجرة النبوية، رسول الله محمد، الإسلام وكفاح الشعوب.

### مؤلفات أخرى
ألف علي عزت بيغوفيتش مجموعة من الكتب الفكرية والتاريخية منها: كتاب الأقليات الإسلامية في الدول الشيوعية وسيرة ذاتية وأسئلة لا مفر منها.

## من أقواله
- القراءة المبالغ فيها لا تجعلنا أذكياء، بعض الناس يبتلعون الكتب وهم يفعلون ذلك بدون فاصل للتفكير، وهو ضروري لكي يهضم المقروء ويُبني ويُتبنى ويُفهم، عندما يتحدث إليك الناس يخرجون من أفواههم قطعاً من هيجل وهايديجر أو ماركس في حالة أولية غير مصاغة جيداً، عند القراءة المساهمة الشخصية ضرورية مثلما هو ضروري للنحلة العمل الداخلي والزمن لكي تحول رحيق الأزهار المتجمعة الي عسل.[99]
- إن المجتمع العاجز عن التدين هو أيضاً عاجز عن الثورة.[99]
- إن أي تلاعب بالناس حتى ولو كان في مصلحتهم هو أمر لا إنساني، إن التفكر بالنيابة عنهم أو أن تحررهم من مسؤولياتهم والتزاماتهم هو أيضاً أمر لا إنساني.[99]
- إذا صح أننا نرتفع من خلال المعاناة وننحط بالاستغراق في المتع، فذلك لأننا نختلف عن الحيوانات، إن الإنسان ليس مفصلاً على طراز داروين كما أن الكون ليس مفصلاً على طراز نيوتن.[99]
- من مهام الدين والفن والفلسفة توجيه نظر الإنسان إلى التساؤلات والألغاز والأسرار، وقد يؤدي هذا إلى معرفة ما، ولكن في أغلب الأحيان يؤدي إلى وعي بجهلنا، أو إلى تحويل جهلنا الذي لا نشعر به إلى جهل نعرف أنه جهل.[99]
- حل التليفزيون محل الأدب والتفكير، وبالتالي استطاع أن يقلص النشاط الفكري، إنه يقدم حلولاً جاهزة لجميع مشكلات الحياة.[99]
- ليست الصلاة مجرّد تعبير عن موقف الإسلام من العالم، إنما هي أيضاً انعكاس للطريقة التي يريد الإسلام بها تنظيم هذا العالم.[99]
- إن كثرة القوانين في مجتمع ما وتشعبها والتعقيدات التشريعية علامة مؤكدة على وجود شيء فاسد في هذا المجتمع، وفي هذا دعوة للتوقف عن إصدار مزيد من القوانين والبدء في تعليم الناس وتربيتهم.[99]
- إذا كان من الممكن استلام السلطة بالوعود، فإن الحفاظ عليها لا يكون إلا بالنتائج.[100]
- يكون الحيوان خطيراً عندما يكون جائعاً، أما الإنسان فيكون خطيراً عندما يشبع.[100]
- ليست عظمة الإنسان أساسها في أعماله الخيرة وإنما في قدرته على الاختيار، وكل من يقلل أو يحد من هذه القدرة يحط بقدر الإنسان.[99]
- الصلاة لا يمكن أداؤها إلا بضبط الوقت والاتجاه في المكان الصحيح فاحتاج المسلمون إلى علم الفلك، والزكاة تحتاج إلى إحصاء ودليل وحساب، سنجد أن المجتمع المسلم بدون أن يمارس أي شيء إلا هذه الأعمدة الخمسة يجب عليه أن يبلغ حداً أدنى من الحضارة، معنى هذا أن الإنسان لا يستطيع أن يكون مسلماً ويبقى متخلفاً، وتاريخ العلوم الإسلامية تبين لنا أن تطور جميع الميادين العلمية في القرن الأول قد بدأت بمحاولات تحقيق الفرائض الإسلامية بأكبر دقة ممكنة.[99]
- ليس الإنسان بما يفعل بل بما يريد، بما يرغب فيه بشغف.[99]
- وحده الذي يسأل يحصل على الجواب.[99]

## الجوائز
حصل علي عزت بيغوفيتش خلال حياته التي قضاها في النضال والعمل السياسي والتأليف على عدد من الجوائز هي:
- جائزة الملك فيصل العالمية لخدمة الإسلام لعام 1413 هـ الموافق 1993.[101]
- جائزة مفكر العام من مؤسسة علي وعثمان حافظ عام 1996.[102]
- جائزة مولانا جلال الدين الرومي الدولية لخدمة الإسلام في تركيا عام 2001.[103]
- جائزة الدفاع عن الديمقراطية الدولية، من المركز الأمريكي للدفاع عن الديمقراطيات والحريات عام 1996.[102][104]
- جائزة دبي الدولية للقرآن الكريم في رمضان 1422 هـ، تقديراً لجهوده في خدمة الإسلام والمسلمين.[105]
- جائزة شخصية العام للعالم الإسلامي سنة 1422 هـ الموافق 2001.[102]

## وصلات خارجية
- علي عزت بيغوفيتش على موقع مونزينجر (الألمانية)
- بوابة البوسنة والهرسك باللغة العربية